# 福岡県青少年保護育成条例事件
福岡県青少年保護育成条例事件（ふくおかけんせいしょうねんほごいくせいじょうれいじけん）とは青少年保護育成条例が規定する淫行規定（淫行条例）が日本国憲法第31条の罪刑法定主義に反するかが問われた憲法訴訟。

## 概要
1981年7月13日午後3時頃に26歳の料理店の男性店員Xは福岡県のホテルの客室で16歳の女性Yを18歳未満と知りながら性交したとして、18歳未満の青少年への淫行に刑事罰を規定した青少年保護育成条例（淫行条例）に違反したとして起訴された。なお、Xは1981年3月下旬ころに、中学校を卒業したばかりの初対面の女性Yをドライブに誘って海岸で駐車させた自動車の中で「俺の女にならんか」と言っていきなり性交したのをはじめ、1981年7月13日の案件までに少なくとも15回以上も主に車の中やXの家で女性Yと性交を重ね、しかも2人が会っている間はもっぱら性交に終始しており、結婚の話などをしたことは全くなく、1981年7月13日の案件の場合も同様であり、その後も5、6回性交していた。
1981年12月14日に小倉簡裁は被告の主張に判断を示さないまま罰金5万円の有罪判決を言い渡した。被告側は控訴したが、1982年3月29日の福岡高裁は「心身の未成熟な青少年に対して淫行が悪影響を与えることが多いことに照らすと、各地方公共団体がその地域の実情に応じて条例で青少年との淫行を禁止、処罰しているのは合理的」として控訴を棄却した。被告側は「淫行という行為の概念が不明確であり、刑事処罰法文の明確化を規定した日本国憲法第31条に違反する」「民法上の女性の婚姻年齢が16歳なのに18歳未満の場合は禁止するのは年齢による不当な差別」として上告した。
1985年10月23日に最高裁大法廷は18歳未満の青少年への淫行に刑事罰を規定した青少年保護育成条例（淫行条例）について「一般人の社会通念に照らして」としながら、青少年に対し「不当な手段による性行為」「自分の性的欲望を満足させるだけの性行為」に及んだ場合だけ「淫行」として処罰できるとして日本国憲法第31条に違反せず合憲として上告を棄却し、被告の有罪が確定した。15人中12人による多数意見であり、牧圭次と長島敦の2判事の補足意見と、「淫行」の規定に明確性を欠くとして無罪とする伊藤正己と谷口正孝と島谷六郎の3判事の反対意見がある。